# 總元站
總元站（日语：／ Fusamoto eki */?）是位於千葉縣夷隅郡大多喜町三又，夷隅鐵道的夷隅線車站。
此站的冠名權由總部位於愛媛縣的「後藤設備工業株式會社」所擁有，最終以公司的英文縮寫「GSK」命名。現時車站站牌上所使用的標記，乃公司的舊標誌。

## 車站構造

### 站房
本站現時使用的為第二代站房，於1992年建成，為一座併合了當地公民館「黑原公民館」的複合式建築物。當中車站設施位於建築物的最右方，是一座擁有兩層高天井的候車室，左右兩側均設有嵌入式長櫈、右側設有窗台及玻璃窗、而候車室的四角則造成為可放置擺設裝飾的展示台。至於靠向站房的少部份公民館面積則用作車站洗手間，但只能從月台一端進入。

### 月台配置

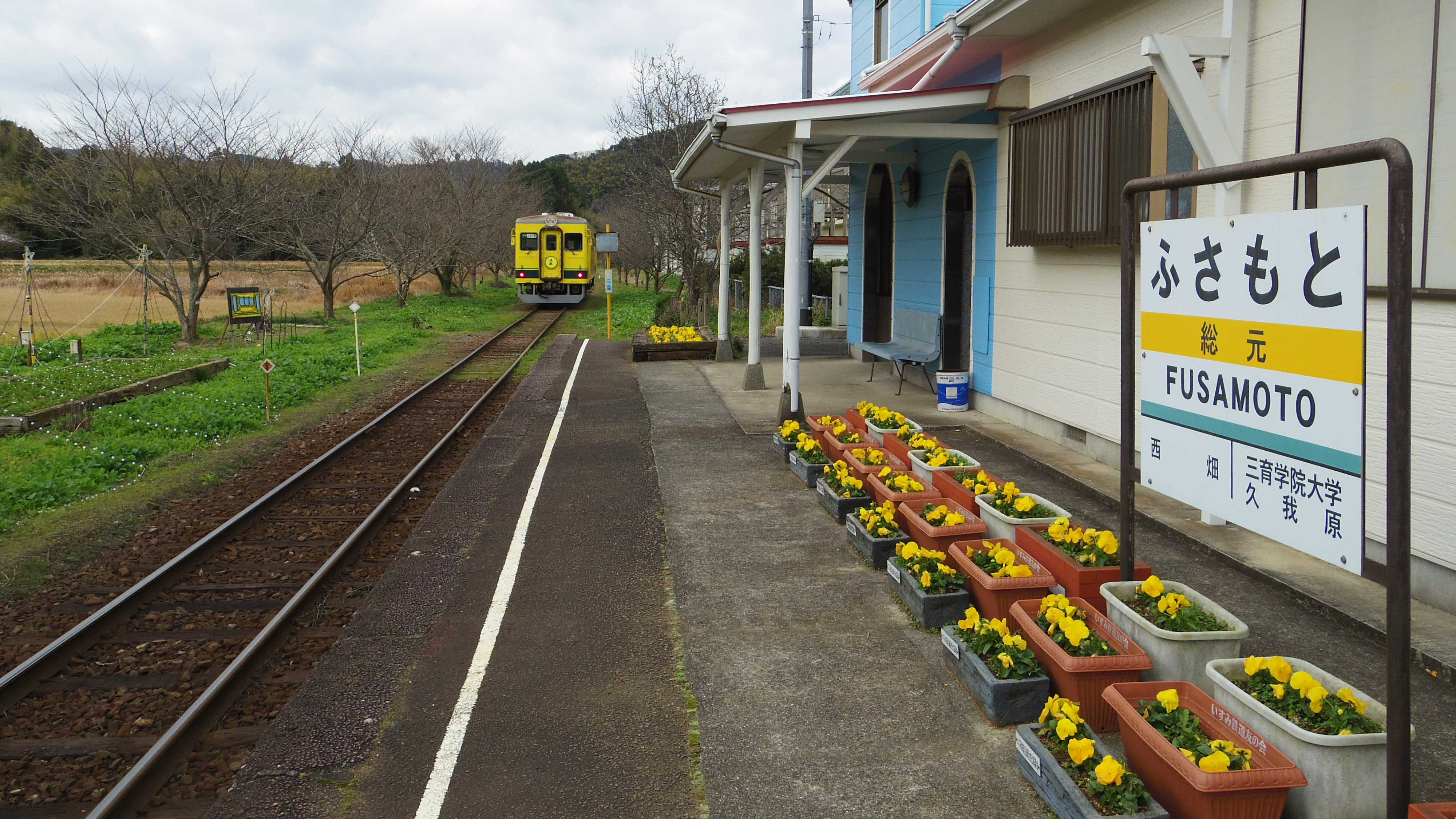
月台（2015年12月28日）

只設有側式月台1座，開站時曾設有兩個側式月台，但由於業務清閒，遠離長度約為65米，有效長度為3輛。為列車不可交會車站，所有駛入上總中野站的列車均會原車返回本站。月台上除了有一座以木搭成、附有水泥基座的候車亭、以及少量的花壇外，便沒有其他的配置。候車亭兩側各設有圓形的玻璃窗。月台外圍的欄竿則掛有車站旁的
列車靠站時，往上總中野方向為右側上落、往大原方向為左側上落。
| 路線    | 方向 | 目的地           |
| ------- | ---- | ---------------- |
| ■夷隅線 | 上行 | 大多喜、大原方向 |
| ■夷隅線 | 下行 | 上總中野方向     |

## 歷史
- 1933年8月25日：國鐵木原線大多喜至此站之間開業，此終點站啟用，為一般車站[4]。
- 1934年8月26日：木原線此站至上總中野之間開通，改為中途車站[5]。
- 1945年7月：下行線的路軌遭撤走，變成只有1面1線的月台。
- 1969年9月16日：停止貨物提取服務，手提行李起卸方面，只限報紙和雜誌。
- 1974年5月10日：降為無人車站（售票和檢票業務在此日前已經停止營運），結束報紙和雜誌起卸業務。
- 1987年4月1日：國鐵分割民營化，車站由東日本旅客鐵道（JR東日本）營運。
- 1988年3月24日：木原線由夷隅鐵道接管，成為夷隅鐵道夷隅線車站。
- 1992年3月：站房重建。
- 2024年10月4日：因發生列車脫線事件，全線運休，改以代替巴士運行[6][7]。

## 使用狀況
以下為近年一日平均乘車人次變化：
| 年度 | 一日平均 乘車人次 | 出處        |
| ---- | ----------------- | ----------- |
| 2007 | 40                | [ 統計 1 ]  |
| 2008 | 36                | [ 統計 2 ]  |
| 2009 | 33                | [ 統計 3 ]  |
| 2010 | 25                | [ 統計 4 ]  |
| 2011 | 21                | [ 統計 5 ]  |
| 2012 | 18                | [ 統計 6 ]  |
| 2013 | 13                | [ 統計 7 ]  |
| 2014 | 10                | [ 統計 8 ]  |
| 2015 | 7                 | [ 統計 9 ]  |
| 2016 | 11                | [ 統計 10 ] |
| 2017 | 3                 | [ 統計 11 ] |
| 2018 | 5                 | [ 統計 12 ] |
| 2019 | 7                 | [ 統計 13 ] |
| 2020 | 7                 | [ 統計 14 ] |
| 2021 | 11                | [ 統計 15 ] |
| 2022 | 11                | [ 統計 16 ] |

## 相鄰車站
夷隅鐵道
■夷隅線
久我原－總元－西畑

### 統計資料
1. ↑  千葉縣統計年鑑（平成20年） （页面存档备份，存于）（日語）
2. ↑  千葉縣統計年鑑（平成21年） （页面存档备份，存于）（日語）
3. ↑  千葉縣統計年鑑（平成22年） （页面存档备份，存于）（日語）
4. ↑  千葉縣統計年鑑（平成23年） （页面存档备份，存于）（日語）
5. ↑  千葉縣統計年鑑（平成24年） （页面存档备份，存于）（日語）
6. ↑  千葉縣統計年鑑（平成25年） （页面存档备份，存于）（日語）
7. ↑  千葉縣統計年鑑（平成26年） （页面存档备份，存于）（日語）
8. ↑  千葉縣統計年鑑（平成27年） （页面存档备份，存于）（日語）
9. ↑  千葉縣統計年鑑（平成28年） （页面存档备份，存于）（日語）
10. ↑  千葉縣統計年鑑（平成29年） （页面存档备份，存于）（日語）
11. ↑  千葉縣統計年鑑（平成30年） （页面存档备份，存于）（日語）
12. ↑  千葉縣統計年鑑（令和元年） （页面存档备份，存于）（日語）
13. ↑  .   [2025-04-21]. （原始内容存档于2023-07-25）.
14. ↑  千葉縣統計年鑑（令和3年），11 運輸・通信—111民鉄等駅別1日平均運輸状況（2020(令和2)年度）
15. ↑  千葉縣統計年鑑（令和4年），11 運輸・通信—111民鉄等駅別1日平均運輸状況（2021(令和3)年度）
16. ↑  .   [2025-04-21]. （原始内容存档于2025-01-27）.

## 外部連結
- 夷隅鐵道總元站（页面存档备份，存于）（日語）